# 楊保熾
楊保熾，氐人，在442年至443年間任仇池（佔有今中國甘肅南一帶）首領。
楊保熾是仇池首領楊難當兄子。442年，宋軍擊敗楊難當，佔領仇池，建節將軍楊保熾被俘。宋人立楊保熾以繼承楊玄，使守仇池。楊難當逃到北魏境內。443年，魏軍打敗了據守仇池的宋軍，取得仇池，楊保熾逃走。
| 前任： 楊難當 | 仇池首領 442年－443年 | 繼任： 楊文德 |